# Triệu Hải
Triệu Hải là một xã thuộc huyện Đạ Tẻh, tỉnh Lâm Đồng, Việt Nam.

## Địa lý
Xã Triệu Hải có diện tích 32,15 km², dân số năm 2022 là 3.106 người, mật độ dân số đạt 96 người/km².

## Hành chính
Xã Triệu Hải được chia thành 5 thôn: 1, 2, 3, 4, 5.

## Lịch sử
Ngày 6 tháng 3 năm 1984, Hội đồng Bộ trưởng ban hành Quyết định số 38-HĐBT về việc thành lập xã Triệu Hải thuộc huyện Đạ Huoai trên cơ sở một phần của xã Đạ Kho (Đạ Kệ).
Ngày 6 tháng 6 năm 1986, Hội đồng Bộ trưởng ban hành Quyết định số 67-HĐBT về việc thành lập xã Quảng Trị trên cơ sở 7.700 hécta đất và 1.400 nhân khẩu của xã Triệu Hải.
Sau khi điều chỉnh địa giới hành chính, xã Triệu Hải có 6.450 hécta đất và 2.123 nhân khẩu.
Ngày 6 tháng 6 năm 1986, Hội đồng Bộ trưởng ban hành Quyết định số 68-HĐBT về việc chuyển xã Triệu Hải thuộc huyện Đạ Huoai về huyện Đạ Tẻh mới thành lập quản lý.
Ngày 31 tháng 12 năm 2002, Chính phủ ban hành Nghị định số 112/2002/NĐ-CP về việc thành lập xã Đạ Pal trên cơ sở 4.600 ha diện tích tự nhiên và 2.834 nhân khẩu của xã Triệu Hải.
Sau khi điều chỉnh địa giới hành chính, xã Triệu Hải còn lại 3.900 ha diện tích tự nhiên và 2.956 nhân khẩu.
Ngày 21 tháng 1 năm 2020, HĐND tỉnh Lâm Đồng ban hành Nghị quyết số 166/NQ-HĐND về việc:
- Thành lập Thôn 1 trên cơ sở Thôn 1A và Thôn 1B.
- Thành lập Thôn 3 trên cơ sở Thôn 3A và Thôn 3B.
- Đổi tên Thôn 4A thành Thôn 4.
- Sáp nhập Thôn 4B vào Thôn 5.